# Ожиганов, Владимир Сергеевич
Владимир Сергеевич Ожиганов (1925—1991) —  директор Верх-Исетского металлургического завода, Герой Социалистического Труда (1985).

## Биография
Родился 2 февраля 1925 года в рабочем посёлке Верхняя Салда. В 1936 году с семьей переехал в Свердловск. Там окончил среднюю школу.
Окончил Уральский политехнический институт (1950), инженер-металлург. Кандидат технических наук (1975).
В 1950—1988 гг. — на Верх-Исетском металлургическом заводе. Прошёл на производстве последовательно все ступени: с 1950 года — помощник мастера сталеплавильного цеха, с 1951 — обер-мастер, с 1952 года — начальник литейного пролёта, с 1953 — помощник начальника производственного отдела, с 1954 года — заместитель начальника мартеновского цеха. С 1956 года — главный инженер завода. С 1972 года — директор завода.
Инициатор строительства цеха холодной прокатки трансформаторной стали, внёс вклад в разработку и освоение производства холоднокатаных электротехнических сталей. Под его руководством пущена первая очередь цеха холодной прокатки (1973), освоена новая технология и производственные мощности. За разработку и внедрение замкнутого, оборотного цикла водоснабжения комплекса по производству холоднокатаной стали удостоен Государственной премии СССР. Содействовал строительству и развитию объектов соцкультбыта.
Избирался депутатом Свердловского городского Совета народных депутатов. Обладатель 26 соавторских свидетельств на изобретения и соавтор 12 научных статей.
Скончался 5 февраля 1991 года. Похоронен на Широкореченском кладбище.

## Награды и звания
- Медаль «Серп и Молот» Героя Социалистического Труда (1985)
- Орден Ленина (1985)
- Орден Октябрьской Революции (1976)
- два ордена Трудового Красного Знамени (1966, 1971)
- Орден Дружбы народов (1981)
- Государственная премия СССР (1981)
- Изобретатель СССР
- Лауреат двух премий имени И. П. Бардина (1980)
- Награждён медалями